# Margot Foster
Margot Elizabeth Foster (3 ottobre 1958) è un'ex canottiera australiana.
Ha partecipato ai Giochi di Seul 1988, gareggiando nel Quattro con, conquistando la medaglia di bronzo.
È la figlia del pallanuotista olimpico Jake Foster e sorella del canoista olimpionico Peter Foster.

## Palmarès

### Olimpiadi
- 1 medaglia:
  - 1 bronzo (Los Angeles 1984 nel Quattro con)